# Jacques Perk

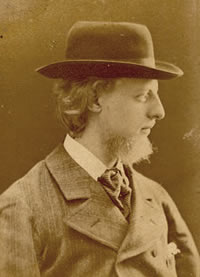
Jacques Perk

Jacques Fabrice Herman Perk, född 10 juni 1859 i Dordrecht, död 1 november 1881 i Amsterdam, var en nederländsk författare.
Perk var en säregen lyrisk begåvning, vars Gedichten (1882; fullständigad upplaga 1901) bland annat inleder den moderna nederländska sonettskolan. Vid sidan av Marcellus Emants och Hélène Swarth var han en av dem, som ledde den på 1880-talet börjande moderna rörelsen inom Nederländernas litteratur.